# Tentativa de golpe de Estado na Argélia em 1967
A tentativa de golpe de Estado na Argélia de 1967 foi uma tentativa fracassada de depor o presidente argelino Houari Boumédiène pelo chefe do Estado-Maior do Exército Nacional Popular Argelino, coronel Tahar Zbiri, de 14 a 16 de dezembro de 1967. O golpe foi rapidamente suprimido pelo uso do poder aéreo contra as colunas de tanques rebeldes.

## Golpe
Houve uma luta pelo poder em 1966-1967 entre Boumédiène e ex-líderes guerrilheiros e marxistas. O coronel Tahar Zbiri esteve envolvido no golpe de Estado de 1965 que derrubou Ahmed Ben Bella e foi recompensado com uma promoção a chefe de gabinete, no entanto, ele e Boumédiène se distanciaram ao longo dos anos.
Na noite de 14 de dezembro de 1967, o coronel Zbiri marchou de Chlef para Argel com tropas do exército e dois batalhões de tanques, e foi apoiado principalmente pelo povo chaoui. As unidades da Gendarmaria bloquearam as forças de Zbiri no rio Bou Roumi perto das cidades de El-Affroun e Mouzaïa. A força aérea bombardeou os rebeldes perto da cidade de El-Affroun, causando consideráveis baixas civis, onde os destroços de tanques ainda podiam ser vistos até o final da década de 1970.
Em 15 de dezembro, o presidente Boumédiène demitiu o coronel Zbiri e anunciou em rede nacional: "Elementos irresponsáveis cometeram um ato de clara desobediência que ameaça mergulhar o país em uma perigosa aventura. Em consequência, decidi assumir diretamente o comando do exército nacional popular". Em 16 de dezembro, o governo anunciou que o último dos soldados rebeldes se rendeu e as tropas "desencaminhadas" retornaram aos seus quartéis. Zbiri e outros comandantes rebeldes fugiram para as montanhas.

## Consequências
Nenhuma contestação interna significativa surgiu dentro do governo após a tentativa de golpe de 1967. Na sequência da intentona golpista, Boumédiène insistiu no governo coletivo e afirmou sua liderança direta e indiscutível na Argélia. Ele agiu rapidamente para eliminar seus oponentes de posições de influência, formando um governo politicamente estável de longo prazo. Dissolveu o estado-maior e solidificou seu controle sobre o exército argelino, assumindo diretamente muitas responsabilidades do estado-maior. Também excluiu a liderança do Exército Nacional Popular da formulação de políticas cotidianas, mas permaneceu próximo aos comandantes do exército, cujo apoio necessitava para manter o controle político. Houve uma tentativa fracassada de assassinato de Boumédiène em abril de 1968.

## Nota
- Este artigo foi inicialmente traduzido, total ou parcialmente, do artigo da Wikipédia em inglês cujo título é «1967 Algerian coup d'état attempt».